# Cerkiew Zmartwychwstania Pańskiego w Moskwie (Jakimanka)
Cerkiew Zmartwychwstania Pańskiego – prawosławna cerkiew w Moskwie, w rejonie Jakimanka. Określana także jako cerkiew Zmartwychwstania Pańskiego w Kadaszach od nazwy nieistniejącej już Kadaszewskiej Słobody.
Współcześnie (XXI w.) istniejąca cerkiew znajduje się na miejscu dwóch starszych świątyń z 1495 i 1657. Jej budowa została rozpoczęta w 1687, kamień węgielny położył patriarcha moskiewski i całej Rusi Joachim. Gotową cerkiew poświęcił w 1695 jego następca, patriarcha Adrian. Z XVII w. pochodził także sześciorzędowy ikonostas świątyni. Freski we wnętrzu obiektu wykonywał zespół carskich ikonografów. W 1812 zostały one poważnie zniszczone w pożarze Moskwy w 1812, w 1848 nową dekorację wykonał P. Szepietow.
Cerkiew pozostawała czynna do 1934, gdy została zamknięta na polecenie władz stalinowskich. Zaadaptowana na cele świeckie, przez pewien czas pełniła m.in. funkcje robotniczego klubu sportowego. Została poważnie zdewastowana. Po 1966 podjęto jej restaurację i remont. Większość oryginalnego wyposażenia obiektu uległa zniszczeniu, nieliczne ikony trafiły do zbiorów Galerii Tretiakowskiej i innych muzeów.
W 1992 parafia Zmartwychwstania Pańskiego została ponownie zarejestrowana, zaś w 2004 cerkiew została zwrócona Rosyjskiemu Kościołowi Prawosławnemu.